# Міст (фільм, 1992)
«Міст» (англ. The Bridge) — британська незалежна стрічка 1992 року режисера Сіда Макартні, за мотивами роману Меґґі Гемінґвей, з Саскією Рівз, Девідом О'Гарою, Джоссом Еклендом, Розмарі Гарріс, Ентоні Гіґґінсом та Джеральдін Джеймс у головних ролях. Прем'єра фільму у Великій Британії відбулась 10 січня 1992 року.

## Синопсис
Спекотного літа 1887 року Ізабель Гізерінґтон (Саскія Рівз) та три її юні дочки переїхали на свою дачу на березі моря. Але коли Філіп Вілсон Стір (Девід О'Гара) приїжджає зі щорічним візитом, щоб займатися живописом, і низка подій змінює їхнє життя назавжди. Приголомшений красою Ізабель, він негайно вирішує зобразити її на полотні. Та в міру того, як створюється картина, зростає і їхнє кохання один до одного. Але ревнощі і трагедія зрештою змушують їх повернутися до реальності.

## У ролях
| Актор             | Роль                                     |
| ----------------- | ---------------------------------------- |
| Саскія Рівз       | Ізабель Гізерінґтон                      |
| Девід О'Гара      | Філіп Вілсон Стір, художник-імпресіоніст |
| Джосс Екленд      | Смітсон                                  |
| Розмарі Гарріс    | тітка Джуд                               |
| Ентоні Гіґґінс    | Реджинальд Гізерінґтон                   |
| Джеральдін Джеймс | місіс Тодд                               |
| Пітер Блайт       | преподобний Раунд                        |
| Мішель Вейд       | місіс Раунд                              |
| Табіта Аллен      | Емма Гетерінґтон                         |
| Каріна Россі      | Софі                                     |
| Домінік Россі     | Мері                                     |
| Аня Філіпс        | Белла                                    |
| Бен Деніелс       | Роджерс                                  |
| Тім Баркер        | Джон                                     |
| Джо Павелл        | місіс Пірс                               |
| Вільям Джоб       | полковник                                |
| Дебора Фокс       | Люсі                                     |